# Joshua Zeller
Joshua Zeller (19 de octubre de 2000) es un deportista de Reino Unido que compite en atletismo. Ganó una medalla de oro en el Campeonato Europeo de Atletismo Sub-20 de 2019, en la prueba de 110 m vallas.